# Johannes Denhoff
Johannes Denhoff (* 12. März 1958 in Ahaus) ist ein deutscher Violinist.

## Leben
Johannes Denhoff, geboren in eine Musikerfamilie im westfälischen Ahaus, war bereits mit dreizehn Jahren Jungstudent in Münster. Nach mehrfachem Sieg nationaler Wettbewerbe erhielt er ein Stipendium der Stiftung Musikleben des Deutschen Musikrats.
Es folgte das Studium in der Meisterklasse Max Rostals sowie der Kammermusikklasse des Amadeus-Quartetts in Köln. Zeitgleich die Gründung des Denhoff-Klaviertrios mit dem Denhoff zehn Jahre erfolgreich konzertierte, Rundfunkeinspielungen und Plattenaufnahmen tätigte.
Nach dem Studium wurde er – 24-jährig – als damals jüngster 1. Konzertmeister der Bundesrepublik bei den Remscheider Sinfonikern engagiert und wechselte zwei Jahre später an die gleiche Position zum Staatsorchester Braunschweig.
Die Konzerttätigkeit als Solist verschiedener Orchester wie z. B. Philharmonia Hungarica, Südwestdeutsches Kammerorchester, Tschechoslowakisches Kammerorchester, Rheinisches Kammerorchester – und natürlich das Staatsorchester Braunschweig, mit den Dirigenten Stefan Soltesz, Philippe Auguin, Leopold Hager, Jonas Alber u. a., als Kammermusiker (2000 Gründung des Braunschweiger Streichquartetts), als Duopartner seit 1997 mit dem Pianisten Alfons Kontarsky im In- und Ausland zeugen von Denhoffs Vielseitigkeit.

## Diskografie
- „Max Reger“ – Konzert im Alten Stil (+ Lustspielouvertüre), Orchester der Jeunesses Musicales Nordrhein-Westfalen, Karl-Heinz Bloemeke (Da Camera Magna SM 91606) [LP 1978]
- „Moderne Klaviertrios“ – Denhoff-Trio (Musikproduktion Dabringhaus & Grimm MD+G 1248) [LP 1986]
- „Ludwig van Beethoven“ – Violinkonzert D-Dur, Staatsorchester Braunschweig, Philippe Auguin (confido SOB 001) [CD 1998]
- „Kontarsky / Denhoff“ – Beethoven - Szymanowski - Franck, Alfons Kontarsky (Klavier) (confido 100701) [CD 2001]
- „Antonín Dvořák“ – Sämtliche Werke für Violine und Orchester, Staatsorchester Braunschweig, Jonas Alber (confido SOB 002) [CD 2002]
- „Johannes Brahms“ – Doppelkonzert op. 102 / „Wolfgang Amadeus Mozart“ – Violinkonzert KV 219, Karl Huros (Violoncello), Staatsorchester Braunschweig, Jonas Alber, Leopold Hager (confido SOB 003) [CD 2004]
- „Johannes Brahms“ – Sämtliche Sonaten für Klavier & Violine + Scherzo WoO 2, Alfons Kontarsky (Klavier) (confido 200204) [CD 2005]
- „Wolfgang Amadeus Mozart“ – Sinfonia concertante / „Johannes Brahms“ – Violinkonzert, Staatsorchester Braunschweig, Gerd Schaller, Daniel Inbal (confido SOB 004) [CD 2006]